# Granjal
Granjal es una freguesia portuguesa del concelho de Sernancelhe, con 16,84 km² de superficie y 305 habitantes (2001). Su densidad de población es de 18,1 hab/km².